# Hyacinthe-Hughes Timoléon de Cossé-Brissac
Hyacinthe Hugues Timoléon de Cossé-Brissac, duc de Cossé, né le 8 novembre 1746 à Paris où il est mort le 19 juin 1813, 8, rue du Pot-de-Fer dans le Ve arrondissement, est un militaire et homme politique français des XVIIIe et XIXe siècles. Il est inhumé au Panthéon.

## Biographie
Il naît à Paris le 8 novembre 1746, issu de la maison de Cossé-Brissac, dont la devise : « Virtute, tempore », se lit au fronton du château de Brissac, et dont le nom a été illustré par quatre maréchaux de France. Il est le fils du troisième fils d'Artus Timoléon Louis de Cossé, 5e duc de Brissac.
Il épouse 1° le 18 août 1771, Marie Louise Antoinette Charlotte Françoise Constance de Vignacourt (1750-1778), ils ont trois enfants:
- Anne Pétronille Constance Sophie de Cossé-Brissac (1772-1804), mariée  en 1788 avec Ange Philippe Honoré d'Esterno;
- Augustin Marie Paul Pétronille Timoléon de Cossé-Brissac (1775-1848);
- Auguste Charles Marie Timoléon de Cossé-Brissac (1776-1802).

- 2° le 24 mai 1784, Françoise Dorothée d'Orléans-Rothelin (+ 1818). Du second lit naissent les enfants suivants : Dorothée Hyacinthe Louise ; Edme Félicité Joséphine ; Emmanuel de Cossé-Brissac (1793-1870) ; Augustine Charlotte Louise (1796-1866) et Blanche Joséphine (1797-1854)
Maréchal de camp du roi Louis XVI en 1788, lieutenant général en 1791, il est un moment emprisonné en 1793.
Rallié à l'Empire, il devient chambellan de Madame-Mère, mère de Napoléon Ier. L'Empereur le nomme le 19 août 1807, membre du Sénat conservateur, où il siège assez obscurément jusqu'à sa mort.
Le 8 avril 1808, il est créé comte de l'Empire.
Le duc de Cossé meurt à Paris le 19 juin 1813. Il repose au Panthéon de Paris.

La duchesse d'Abrantès brosse de lui un portrait peu flatteur : 

« C'était le meilleur des hommes, poli, doux et le plus inoffensif qu'il y ait jamais eu au monde. Il était laid, vieux et de plus un peu bossu ; je crois même qu'il l'était tout à fait… Il avait habituellement des coliques et était donc obligé de sortir au moins quinze fois du salon de Madame lorsqu'il était de service. Cette ouverture et fermeture de porte agissait sur les nerfs de Madame, et lui inspira une sorte d'antipathie contre ce pauvre M. de Brissac… C'était surtout au spectacle que la chose était insoutenable. Cependant, quand il sortait, il n'y avait à craindre que le courant d'air; mais lorsqu'il ne sortait pas, oh ! alors c'était vraiment tragique. »

## Titres
- Duc de Cossé (24 janvier 1784) ;
- Comte de Cossé-Brissac et de l'Empire (lettres patentes de mai 1808, Bayonne[2]) ;

## Armoiries
| Figure | Blasonnement |
|        | Armes des Cossé-Brissac De sable, à trois fasces d'or dentelées en partie basse. Aliasla branche des comtes de Cossé et de Châteaugiron ont d'abord brisé leurs armoiries d'un lambel à trois pendants d'or posé en chef.                           |
|        | Armes du comte de Cossé-Brissac et de l'Empire De sable, aux trois feuilles de scie d'or posées en fasce ; au chef à sénestre lion d'argent lampassé de gueules, et franc-quartier des comtes sénateurs., - Livrées : couleurs sable, or et argent. |